# 孙聪
孙聪（1961年2月14日—），汉族，中华人民共和国政治人物、第十一届全国政协委员。

## 生平
加入中国共产党，担任中航工业集团公司副总工程师。2008年，当选第十一届全国政协委员，代表科学技术界，分入第三十一组。
先后担任歼15舰载机、歼31战机等多种型号总设计师。2015年12月当选为中国工程院机械与运载工程学部院士。